# 切巴爾庫爾湖
切巴爾庫爾湖是俄羅斯的湖泊，位於車里雅賓斯克州的烏拉山脈西南，海拔高度320米，湖泊面積19.8平方公里，在每年11月下旬至5月結冰，湖畔東岸城鎮有切巴爾庫爾。

## 2013年车里雅宾斯克小行星撞击事件
2013年2月15日葉卡捷琳堡時間（YEKT）上午9時15分（世界標準時間3時15分）左右發生一次隕石雨事件，其中兩個磒石碎片掉落在切巴爾庫爾湖區域，另一個在80公里（50英里）遠的西北方，鄰近巴什基里亞和車里雅賓斯克邊界的茲拉托烏斯特。
當地的漁民在結冰的湖面上發現一個由2013年俄羅斯烏拉爾隕石雨碎片撞擊出的孔洞，這個冰洞的直徑大約6（20英尺）。警方已封鎖這個地點和另一個可能也是撞擊點的區域，並且在冰洞的周圍發現了一些黑色的岩石碎片。
2013年10月16日，在切巴尔库利湖進行打撈作業的俄羅斯科學家們在13公尺深的湖底發現了長約1公尺，重約570公斤的隕石碎片。